# مقاطعة بتلر (أوهايو)
مقاطعة بتلر (بالإنجليزية: Butler County)‏ هي إحدى مقاطعات ولاية أوهايو في الولايات المتحدة الأمريكية.

## أعلام
- ويليام إروين
- دونالد هارفي
- أندرو إل. هاريس
- ويليام بي. كالدويل
- جوزيف إي. مكدونالد
- جيمس شيلدز